# (3102) Krok
(3102) Krok ist ein Asteroid vom Amor-Typ, der am 21. August 1981 von Ladislav Brožek am Kleť-Observatorium entdeckt wurde. 
Krok hat einen außergewöhnlichen Rotationszustand. Anhand seiner Lichtkurve wurde eine Rotationsperiode von rund 150 Stunden abgeleitet, was weit langsamer ist als bei den allermeisten anderen Asteroiden. Es wird zudem angenommen, dass er retrograd rotiert.
Benannt wurde der Asteroid nach dem mythischen Herrscher Krok.